# Đảng Thống nhất Úc
Đảng Thống nhất Úc (United Australia Party) hay trước là Đảng Thống nhất Palmer một đảng chính trị ở Úc do nghị sĩ Clive Palmer thành lập tháng 4 năm 2013. Đảng có hai lần đổi tên: ban đầu lấy tên là United Australia Party, giống tên gọi của một chính đảng cũ đã từng tồn tại ở Úc. Tuy nhiên, gần một tháng sau khi thành lập, ban lãnh đạo lâm thời quyết định đổi tên thành Palmer United Party để tránh nhầm lẫn. Đảng trở lại tên cũ vào năm 2017.
Tại cuộc bầu cử liên bang 2013, ứng viên của đảng ra tranh cử toàn bộ 150 ghế Hạ viện nước này. Đảng giành được tổng cộng 3 ghế, trong đó lãnh tụ Clive Palmer trúng cử ghế khu vực Fairfax. Hai ứng viên Glenn Lazarus của Queensland và Jacqui Lambie từ Tasmania đắc cử chức thượng nghị sĩ đại diện tiểu bang. Thượng nghị sĩ bang Victoria Ricky Muir đến từ Đảng Yêu thích Lái Xe đồng ý liên minh với PUP. Kế đó, chính trị gia khác Dio Wang từ Tây Úc đắc cử Thượng nghị sĩ sau một vòng bầu cử đặc biệt vào tháng 4 năm 2014, sau khi Toà án bác bỏ kết quả bầu cử thượng viện ở tiểu bang này. Từ đó, nhóm PUP có tổng cộng 4 thượng nghị sĩ (3 nghị sĩ của PUP cộng thêm Muir) ở thời điểm khai mạc phiên họp Thượng viện mới tháng 7 năm 2014. Tuy nhiên, đến tháng 11, Muir rời liên minh này, sau đó đến lượt Lambie, người quyết định trở thành nghị sĩ độc lập. Lazarus cũng theo chân Lambie đến tháng 3 năm 2015.
Ở cấp tiểu bang và lãnh thổ, đảng Thống nhất Palmer có nhiều ghế đại diện trong Nghị viện Lãnh thổ Bắc Úc (NT) và Nghị viện Queensland. Đảng cũng tiếp nhận hai dân biểu nghị viện Queensland từ đảng Quốc gia Tự do gia nhập vào tháng 4 năm 2013; kế đó đến tháng 4 năm 2014, đảng lại tiếp nhận thêm ba dân biểu nghị viện Bắc Úc xuất thân từ đảng Tự do Thôn quê vào hàng ngũ đảng. Tuy nhiên, cả hai dân biểu Queensland kể trên sau đó tách ra làm nghị sĩ độc lập; còn toàn bộ các dân biểu Bắc Úc cũng rời đảng Palmer không lâu sau đó, chỉ có hai người trong số này trở thành nghị viên độc lập, còn một người trở về đảng. Đảng Thống nhất cũng ra tranh cử tại các cuộc bầu cử nội bộ bang Nam Úc, Tasmania và Victoria năm 2014 nhưng không có ứng viên nào giành được ghế.
Vào tháng 5 năm 2016, lãnh tụ đảng Clive Palmer tuyên bố không ra tranh cử trong cuộc bầu cử liên bang sắp tới. Quyết định này đồng nghĩa với việc ông sẽ kết thúc sự nghiệp chính trị khi hết nhiệm kỳ Quốc hội thứ 44 vào năm nay.